# Илус, Маарья-Лийс
Ма́арья-Лийс И́лус (эст. Maarja-Liis Ilus); род. 24 декабря 1980, Таллин, Эстонская ССР, СССР) — известная эстонская певица. Дважды представляла Эстонию на Евровидении, в 1996 году с Иво Линна, а в 1997 году — сольно.

## Биография
Маарья-Лийс Илус родилась 24 декабря 1980 года в Таллине. Училась в детской музыкальной школе № 21, затем на юридическом факультете Тартуского университета. Её карьера началась в раннем возрасте: будучи ребенком, она сыграла в телефильме местного телевидения Õnneseen (рус. букв. Гриб счастья). Маарья выиграла несколько конкурсов, в частности, «Laulukarussell» («Песенная карусель») и «Täht sügistaevas» («Звезда в осеннем небе»). Она выиграла приз зрительских симпатий на конкурсе  "«Uus Laul 1994»"  (Новая песня 1994) с песней Paradiis (рус. Рай). Маарья участвовала в мюзиклах «Miss Saigon» (Эллен), «Cats» (Гризабелла), «Звуки музыки», «Эвита» (Эва Перон) и др.

### Евровидение 1996 и 1997
Маарья-Лийс — единственная певица, которая представляла Эстонию на Евровидении дважды. Когда ей было 15 лет, она представляла Евровидение с певцом Иво Линна с песней «Kaelakee hääl» («Голос ожерелья»), которая заняла 5-е место. Год спустя она представляла свою страну с песней «Keelatud maa»" («Запретная земля»), которая заняла 8-е место.

### Телевидение
Осенью 2005 года Маарья-Лийс Илус участвовала в эстонской музыкальной передаче «Kaks takti ette» в качестве члена жюри. Маарья была членом жюри программы «Eesti otsib superstaari» («Эстония ищет суперстар»), также участвовала в 3-м сезоне музыкального шоу «Laula mu laulu» («Пой мою песню»).

## Личная жизнь
В настоящее время Маарья живёт в Таллине. Её гражданский муж — музыкальный продюсер Фред Кригер. Она имела отношения с певцом Койтом Тооме.
Её мать Мэрле Илус (до замужества Амбре) была певицей. Её дедушка Элмар Илус был первым эстонским профессоромом частного права в Тартуском университете.

## Дискография
- 1996 — Maarja / Маарья
- 1998 — First In Line / Первая в очереди
- 1998 — Kaua veel / Сколько ещё
- 1998 — First In Line / Первая в очереди (только в японии)
- 1998 — Heart / Cердце (только в японии)
- 2000 — City Life / Городская жизнь
- 2005 — Look Around / Осмотрись
- 2006 — Läbi jäätunud klaasi / Сквозь матовое стекло
- 2008 — Homme / Завтра
- 2009 — Jõuluingel / Рождественский ангел
- 2012 — Kuldne põld / Золотая нива